# فهرست رؤسای باشگاه فوتبال آ.ث. میلان
در زیر فهرستی از رؤسای باشگاه فوتبال آ.ث. میلان آمده‌است.

## تاریخچه
در بیش از ۱۲۰ سال تاریخ، ۲۳ رئیس به نوبت در راس میلان قرار گرفته‌اند. اولین رئیس باشگاه آلفرد ادواردز بود که یکی از اعضای بنیانگذار باشگاه نیز بود.
طولانی‌ترین رئیس در تاریخ میلان، سیلویو برلوسکونی است که در سال ۱۹۸۶ روی کار آمد و تا سال ۲۰۰۴ این سمت را برعهده داشت و پس از تصویب قانون تضاد منافع از سمت خود استعفا داد. او سپس برای دو سال دیگر، از سال ۲۰۰۶ تا ۲۰۰۸، رئیس بود، زمانی که پس از نخست‌وزیری ایتالیا، به همین دلیل از سمت خود کنار رفت و از سال ۲۰۱۲ تا ۲۰۱۷ رئیس افتخاری بود، زمانی که پس از ۳۱ سال مدیریت، باشگاه را فروخت. پیروزمندانه‌ترین ریاست تاریخ باشگاه به مدیریت برلوسکونی مربوط می‌شود، با ۲۶ جام کسب شده، که با در نظر گرفتن دوره‌ای که در آن سمت خالی بود، با در نظر گرفتن مدتی که دفتر خالی بود، به دلایل ذکر شده در بالا، اما در طی آن برلوسکونی مالکیت باشگاه را حفظ کرد، به ۲۹ افزایش می‌یابد.
دیگر رؤسای برجسته در تاریخ میلان عبارتند از: پیرو پیرلی، که به مدت ۱۹ سال، از سال ۱۹۰۹ تا ۱۹۲۸، به مدت ۱۹ سال در سمت خود بود، که به‌دلیل ساخت استادیوم سن سیرو مشهور است؛ آندره‌آ ریتزولی که میلان تحت رهبری او ۴ قهرمانی لیگ و اولین جام اروپایی خود را به دست آورد و مرکز ورزشی میلانلو را ساخت؛ فرانکو کارارو، همچنین برنده یک جام اروپا و اولین جام بین قاره‌ای روسونری.

## فهرست رؤسا
| نام              | سال‌ها           |
| ---------------- | --------------- |
| فرانکو کارارو    | ۱۹۶۷–۱۹۷۱       |
| فدریکو سوردیلو   | ۱۹۷۱–۱۹۷۲       |
| آلبینو بوتیچی    | ۱۹۷۲–۱۹۷۵       |
| برونو پاردی      | ۱۹۷۵–۱۹۷۶       |
| ویتوریو دوینا    | ۱۹۷۶–۱۹۷۷       |
| فلیچه کولومبو    | ۱۹۷۷–۱۹۸۰       |
| گائتانو مورازونی | ۱۹۸۰–۱۹۸۲       |
| جوزپه فارینا     | ۱۹۸۲–۱۹۸۶       |
| روزاریو لو ورده  | ۱۹۸۶            |
| سیلویو برلوسکونی | ۱۹۸۶–۲۰۰۴       |
| آدریانو گالیانی  | ۲۰۰۴–۲۰۰۶(cpg.) |
| سیلویو برلوسکونی | ۲۰۰۶–۲۰۰۸       |
| آدریانو گالینی   | ۲۰۰۸–۲۰۱۷(cpg.) |
| لی یونگ جونگ     | ۲۰۱۷–۲۰۱۸       |
| پائولو اسکارونی  | ۲۰۱۸–اکنون      |

| نام                                          | سال‌ها           |
| -------------------------------------------- | --------------- |
| آلفرد ادواردز                                | ۱۸۹۹–۱۹۰۹       |
| پیرو پیرلی                                   | ۱۹۰۹–۱۹۲۸       |
| لوئیجی راواسکو                               | ۱۹۲۸–۱۹۲۹       |
| ماریو بنازولی                                | ۱۹۲۹–۱۹۳۳       |
| لوئیجی راواسکو                               | ۱۹۳۳(cpg.)      |
| لوئیجی راواسکو                               | ۱۹۳۳–۱۹۳۵       |
| پیترو آنونی                                  | ۱۹۳۵–۱۹۳۶       |
| پیترو آنونی، جیووانی لورنزینی، رینو والدامری | ۱۹۳۶(cpg.)      |
| امیلیو کلمبو                                 | ۱۹۳۶–۱۹۳۹       |
| آشیل اینورنیزی                               | ۱۹۳۹–۱۹۴۰       |
| امبرتو تراباتونی                             | ۱۹۴۰–۱۹۴۴(cpg.) |
| آنتونیو بوسینی                               | ۱۹۴۴–۱۹۴۵(cpg.) |
| اومبرتو تراباتونی                            | ۱۹۴۵–۱۹۵۴       |
| آندره‌آ ریتزولی                               | ۱۹۵۴–۱۹۶۳       |
| فلیچه ریوا                                   | ۱۹۶۳–۱۹۶۵       |
| فدریکو سوردیلو                               | ۱۹۶۵–۱۹۶۶(cpg.) |
| لوئیجی کارارو                                | ۱۹۶۶–۱۹۶۷       |

افسانه:
(صفحه) دفتر خالی. کمیسر یا نایب رئیس نشان داده شده‌است.